# Uruguay en la Copa Mundial de Rugby de 1999
La Selección de rugby de Uruguay fue uno de los 20 participantes de la Copa Mundial de Rugby de 1999 que se realizó en Gales.
Fue la primera participación de los Teros en la Copa Mundial de Rugby.

## Plantel
| Nombre                  | Posición       | Club                    |
| ----------------------- | -------------- | ----------------------- |
| Francisco de los Santos | hooker         | Carrasco Polo           |
| Diego Lamelas           | hooker         | Asociación Alumni       |
| Guillermo Storace       | pilar          | Old Christians Club     |
| Eduardo Berruti         | pilar          | Old Christians Club     |
| Rodrigo Sánchez         | pilar          | Carrasco Polo           |
| Pablo Lemoine           | pilar          | Bristol                 |
| Juan Alzueta            | segunda línea  | Carrasco Polo           |
| Agustín Ponce de León   | segunda línea  | Carrasco Polo           |
| Mario Lamé              | segunda línea  | Carrasco Polo           |
| Juan Carlos Bado        | segunda línea  | Old Boys                |
| Leonardo de Oliveira    | segunda línea  | Carrasco Polo           |
| Nicolás Grillé          | ala            | Trébol                  |
| Nicolas Brignoni        | ala            | Montevideo Cricket Club |
| Martín Panizza          | ala            | Carrasco Polo           |
| Diego Ormaechea (c.)    | Número 8       | Carrasco Polo           |
| Guillermo Laffitte      | Número 8       | Carrasco Polo           |
| Fernando Sosa Díaz      | medio scrum    | Carrasco Polo           |
| Federico Sciarra        | medio scrum    | Carrasco Polo           |
| Diego Aguirre           | medio apertura | Carrasco Polo           |
| Sebastián Aguirre       | medio apertura | Carrasco Polo           |
| Martín Mendaro          | centro         | Carrasco Polo           |
| Pedro Vecino            | centro         | Carrasco Polo           |
| Fernando Paullier       | centro         | Old Christians Club     |
| Martín Cerviño          | wing           | Old Christians Club     |
| Pablo Costábile         | Wing           | Carrasco Polo           |
| Juan Menchaca           | wing           | Carrasco Polo           |
| Juan Martín Marqués     | wing           | Carrasco Polo           |
| José Viana              | wing           | Old Boys                |
| Alfonso Cardoso         | zaguero        | Old Boys                |

## Participación

#### Grupo A
| Equipo    | Gan. | Emp. | Per. | A favor | En contra | Puntos |
| --------- | ---- | ---- | ---- | ------- | --------- | ------ |
| Sudáfrica | 3    | 0    | 0    | 132     | 35        | 6      |
| Escocia   | 2    | 0    | 1    | 120     | 58        | 4      |
| Uruguay   | 1    | 0    | 2    | 42      | 97        | 2      |
| España    | 0    | 0    | 3    | 18      | 122       | 0      |
| 2 de octubre de 1999 | Uruguay | 27 – 15 | España                    | Netherdale, Galashiels,              |                                      |
|                      | Tries: Diego Ormaechea, Alfonso Cardoso, Juan Menchaca Con: Diego Aguirre, Federico Sciarra Pen: Diego Aguirre |         | Pen: Andrei Kovalenco (5) | Árbitro(s): Chris White (Inglaterra) | Árbitro(s): Chris White (Inglaterra) |

| 8 de octubre de 1999 | Escocia | 43 – 12 | Uruguay                                  | Murrayfield, Edimburgo,                  |                                          |
|                      | Tries: Robbie Russell, Gary Armstrong, Glenn Metcalfe, Martin Leslie, Gordon Simpson, Gregor Townsend Con: Kenny Logan (5) Pen: Kenny Logan |         | Pen: Diego Aguirre (3), Federico Sciarra | Árbitro(s): Stuart Dickinson (Australia) | Árbitro(s): Stuart Dickinson (Australia) |

| 15 de octubre de 1999 | Sudáfrica                                                                                                   | 39 – 3 | Uruguay            | Hampden Park, Glasgow,                 |                                        |
|                       | Tries: Van den Bergh (2), Van der Westhuizen, Kayser, Fleck Con: Jannie de Beer (4) Pen: Jannie de Beer (2) |        | Pen: Diego Aguirre | Árbitro(s): Peter Marshall (Australia) | Árbitro(s): Peter Marshall (Australia) |